# Saison 4 de Boardwalk Empire
Chronologie
Saison 3 Saison 5
La quatrième saison de Boardwalk Empire constituée de douze épisodes est l'avant dernière saison de la série et diffusée du 8 septembre 2013 au 24 novembre 2013 sur HBO.

## Distribution
Si Ron Livingston et Jeffrey Wright rejoignent le casting principal, Charlie Cox et Bobby Cannavale le quitteront à la suite de l'aventure.
- Steve Buscemi : Enoch « Nucky » Thompson (12 épisodes)
- Kelly Macdonald : Margaret Thompson (4 épisodes)
- Michael Shannon : Nelson Van Alden/George Mueller (6 épisodes)
- Shea Whigham : Elias « Eli » Thompson (10 épisodes)
- Michael Stuhlbarg : Arnold Rothstein (7 épisodes)
- Stephen Graham : Al Capone (8 épisodes)
- Vincent Piazza : Charlie Luciano (4 épisodes)
- Michael Kenneth Williams : Albert « Chalky » White (11 épisodes)
- Anthony Laciura : Eddie Kessler (4 épisodes)
- Paul Sparks : Mickey Doyle (7 épisodes)
- Jack Huston : Richard Harrow (8 épisodes)
- Ron Livingston : Roy Phillips (6 épisodes)
- Jeffrey Wright : Dr Valentin Narcisse (8 épisodes)
- Gretchen Mol : Gillian Darmody (7 épisodes)

## Résumé de la saison
Après les affrontements de la fin de la saison 3, Nucky Thompson se voit affronter un double problème : payer ses dettes et assurer la paix. Comme convenu celui-ci offre "le Babette's" à Chalky White. Le bâtiment reprend de son éclat depuis sa destruction par l'explosion d'une bombe (saison 3), notamment grâce à l'arrivée de sa chanteuse Daughter Maitland, un talent trouvé par le partenaire de White, le docteur Valentin Narcisse (ep.3). Personnage double, celui-ci cherche à faire tomber White qu'il considère comme sous l'emprise de la "domination blanche". Pour cela, celui-ci se met à faire travailler les partenaires de White dans la vente d'héroïne, amassant ainsi une fortune finançant son parti, poussant la communauté noire contre toute forme d'oppression. Une tension qui ne cessera de monter jusqu'à une guerre ouverte contre White (Ep.8-9). Partenaire de Joe Masseria dans la vente d'héroïne, Narcisse arrive même à pousser Nucky Thompson à tremper dans ce business (ep.10). Mais cette guerre que Nucky veut éviter va le rattraper. Alors que celui-ci ordonne à ses hommes de mettre White en sécurité alors qu'il a promis à Narcisse de fournir White en échange de sa participation au deal d'héroïne, White s'échappe de la voiture censé le mettre à l'abri mais dont les conducteurs, en réalité à la solde de Narcisse et Balden, cherchaient en réalité à le tuer (Ep.10). White quitte Atlantic City, se réfugiant chez son ancien mentor, Oscar, dans la ville américaine du Havre de Grâce (ep.11) et forme une troupe pour reconquérir sa place. Il commence en s'attaquant à Nucky (ep.12), qu'il croit commanditaire de la voiture. Nucky convoque un sommet entre les deux leaders noirs à l'Onyx, sous l'œil du sniper Richard Harrow chargé d'abattre Narcisse. Tir manqué, c'est la fille de White, Maybelle, qui est abattue. La situation dégénère, la police arrête les deux leaders, pendant qu'Harrow s'enfuit, blessé.
Pour garantir la paix, Thompson paye Joe Masseria pour la mort de ses hommes et de son lieutenant, Gyp Rosetti, tout en ménageant sa relation avec Arnold Rothstein. Pendant ce temps, Nucky, s'associant avec Meyer Lansky, investit en achetant des terres à Tampa (ep.4) pour lui permettre de se faire livrer l'alcool cubain. Sans le savoir, Nucky est sous le coups d'une investigation de la toute jeune agence de police fédérale, le FBI. L'enquête, sous la conduite de l'agent Knox, réussi à retourner l'ancien domestique de Nucky, Kessler - finissant par se suicider (ep.5). Le jeune Edgar Hoover se refuse finalement à poursuivre une enquête contre la mafia lorsque le danger communiste le préoccupe plus (ep.6), mais Knox s'obstine.
Cette saison est aussi l'occasion de voir l'évolution dans la relation des deux frères Thompson. Nucky ayant pris sous son aile son neveu Willie, lui confie un poste auprès du maire d'Atlantic City : Balden, dont il se méfie. Un poste d'autant plus important qu'il permet à Willie d'arrêter ses études après avoir été sous le joug d'une enquête judiciaire : celui-ci ayant ramené de l'alcool à son internat, il avait empoisonné un camarade de classe en mélangeant divers produits dans l'alcool illégal (ep.5-6). Arrêté, c'est Nucky qui le fera sortir du commissariat en faisant porter le chapeau de l'empoisonnement au collègue de chambre de Willie. Knox découvrant la supercherie, il fera alors pression sur Eli Thompson, le père de Willie et frère de Nucky, pour obtenir des informations sur le réseau de contrebande de Nucky, en échange de la liberté de son fils. Pour cela, Eli doit convaincre Nucky et les pontes de la mafia de se réunir dans une pièce sous écoute du FBI (ep.12). Nucky flaire le piège d'une réunion dans un hôtel aux pièces adjacentes vides. Il force alors Eli à reconnaitre la supercherie sous les yeux de son fils. Celui-ci avoue le piège du FBI, accusant Nucky de chercher à accaparer toujours plus, jusqu'à son propre fils Willie qu'Eli voulait écarter des affaires mafieuses (ep.12). Knox, rendu fou par cet échec alors qu'il devait tant prouver à Hoover, se rend chez Eli pour faire arrêter Willie. La discussion mène à l'assassinat sauvage de Knox à main nue par Eli (ep.12).
Cette saison est aussi l'occasion de suivre la montée en puissance d'Al Capone. S'émancipant de Johnny Torrio, il fait venir ses frères, Ralph et Frank pour l'aider à maintenir son influence. Après la mort de Frank lors d'une tentative de fraude électorale dans la ville de Cisero (ep.5), Al Capone cherche à gagner le plus rapidement possible de l'autorité, en greffant notamment à son équipe Van Alden, qu'il débauche d'O'Banion. Une fois O'Banion exécuté, Al Capone maître de Cicero attire l'attention des gangs rivaux, au déplaisir de son parrain Johny Torrio (ep.9) qui sera lui-même victime de cette guerre, blessé en sortant de chez lui (ep.12). Après une telle attaque, Torrio décide de laisser son gang à Capone, préférant retourner en Italie.
Ici concluons les déboires de chacun, et résumons les intrigues secondaires. Après le meurtre de l'agent Knox, Hoover s'occupe lui-même de conclure le dossier Atlantic City. Pour cela, il rejette la responsabilité de la fusillade et de la mort de l'agent sur la montée des pensées émancipatrices de Narcisse et de son compagnon idéologique. En échange de sa libération, Narcisse doit devenir agent de renseignement du FBI contre son propre peuple. White est libéré et retourne parmi son nouveau gang, au Havre de Grâce. Daughter, la chanteuse qui avait attirée l'amour de Narcisse et de White, et avec qui White avait fui Atlantic City, chante désormais loin de lui dans quelques cabarets après avoir fui le nouveau de gang de ce dernier. Eli est écarté par Nucky d'Atlantic City, il est confié à son allié de Chicago, Al Capone. Harrow, alors qu'il venait de se marier et de récupérer la garde du fils de son meilleur ami mort durant la saison 2, Jimmy Darmody, meurt des suites de sa blessure. Plus secondaire, Gillian Darmody, la mère de Jimmy, est arrêté après sa confession durant une enquête des Pinkerton pour le meurtre de Roger (saison 3 - lui ayant permis de faire croire qu'il s'agissait de la dépouille de son fils, et ainsi récupérer l'imposant héritage). Enfin, l'interrogation plane sur Nucky, après avoir annoncé vouloir partir vivre à Cuba et abandonner ses affaires américaines avec sa nouvelle amante Sally Wheet,  cherchant à mettre la main sur son frère Eli,le FBI l'interroge sur le meurtre de l'agent Knox.

## Épisodes
1. New-York Sour (New York Sour)
2. Démission (Resignation)
3. Arpents de diamants (Acres of Diamonds)
4. Tapis (All In)
5. Erlkönig (Erlkönig)
6. L'étoile polaire (The North Star)
7. William Wilson (William Wilson)
8. Le vieux bateau de Sion (The Old Ship of Zion)
9. Permis de chasse (Marriage and Hunting)
10. White Horse Pike (White Horse Pike)
11. Havre de grâce (Havre de Grace)
12. Farewell Daddy Blues (Farewell Daddy Blues)

## Réception et récompenses

### Audiences (US)[1]
Saison 4 : 2,1 millions téléspectateurs en moyenne par épisode
- Épisode 1 : 2 380 000 téléspectateurs
- Épisode 2 : 2 210 000 téléspectateurs
- Épisode 3 : 1 870 000 téléspectateurs
- Épisode 4 : 1 990 000 téléspectateurs
- Épisode 5 : 2 090 000 téléspectateurs
- Épisode 6 : 1 900 000 téléspectateurs
- Épisode 7 : 2 160 000 téléspectateurs
- Épisode 8 : 1 910 000 téléspectateurs
- Épisode 9 : 1 900 000 téléspectateurs
- Épisode 10 : 2 080 000 téléspectateurs
- Épisode 11 : 1 980 000 téléspectateurs
- Épisode 12 : 2 180 000 téléspectateurs